# Нейфельд (Омская область)
Не́йфельд — деревня в Москаленском районе Омской области России. Входит в Екатериновское сельское поселение.
Основана в 1910 году.
Население — 459 чел. (2010)

## География
Деревня расположена в лесостепи в пределах Ишимской равнины, относящейся к Западно-Сибирской равнине, в 1,5 км к югу от озера Рыбное. В окрестностях редкие березовые и березово-осиновые колки. Почвы — чернозёмы языковатые обыкновенные.
Деревня прилегает к западной окраине Москаленок. По автомобильным дорогам расстояние до областного центра города Омск — 110 км. Ближайшая железнодорожная станция расположена в посёлке Москаленки.
Часовой пояс
Нейфельд, как и вся Омская область, находится в часовой зоне МСК+3. Смещение применяемого времени относительно UTC составляет +6:00.

## История
Основана в 1903 году. До 1917 года хутор в составе Николаевской волости Омского уезда Акмолинской области.

## Население
| 1920 | 1926 | 1979 | 1989 | 2010 |
| ---- | ---- | ---- | ---- | ---- |
| 68   | ↗95  | ↗260 | ↗354 | ↗459 |

В 1989 году немцы составляли 69 % населения деревни.